# Kwethluk
Kwethluk is een plaats (city) in de Amerikaanse staat Alaska, en valt bestuurlijk gezien onder Bethel Census Area.

## Demografie
Bij de volkstelling in 2000 werd het aantal inwoners vastgesteld op 713.
In 2006 is het aantal inwoners door het United States Census Bureau geschat op 719, een stijging van 6 (0.8%).

## Geografie
Volgens het United States Census Bureau beslaat de plaats een oppervlakte van
30,4 km², waarvan 25,9 km² land en 4,5 km² water.

## Plaatsen in de nabije omgeving
De onderstaande figuur toont nabijgelegen plaatsen in een straal van 40 km rond Kwethluk.